# Moeno Sakaguchi
Moeno Sakaguchi (jap. 阪口 萌乃, Sakaguchi Moeno; * 4. Juni 1992 in Kanagawa) ist eine japanische Fußballspielerin.

## Karriere

### Verein
Sakaguchi spielte in der Jugend für die Musashigaoka College. Sie begann ihre Karriere bei Albirex Niigata Ladies.

### Nationalmannschaft
Sakaguchi wurde 2018 in den Kader der japanischen Nationalmannschaft berufen und kam bei der Algarve-Cup 2018 zum Einsatz. Sie wurde in den Kader der Asienmeisterschaft der Frauen 2018 und Asienspiele 2018 berufen. Insgesamt bestritt sie zehn Länderspiele für Japan.

## Errungene Titel
- Asienmeisterschaft: 2018
- Asienspielen: 2018